# 19
19 је била проста година.

## Догађаји
- Нови закони о моралу у Римском царству.
- Оснивање града Тиберијаде од стране Ирода Антипе.
- Више од 4.000 Јевреја је протерано из Италије због ширења јеврејске религије
- Грађански сукоби међу тевтонским племенима.
- Побуна Црвених обрва у Кини